# Christopher Latham
Pour les articles homonymes, voir Latham (homonymie).
Christopher "Chris" Latham (né le 6 février 1994 à Bolton en Angleterre) est un coureur cycliste britannique.

## Biographie
Il termine quatrième de la Flèche du port d'Anvers durant l'été 2016.
En 2022, il participe aux championnats du monde de paracyclisme sur piste en tant que pilote pour l'athlète malvoyant Stephen Bate. Le duo devient champion du monde de poursuite.

## Palmarès sur piste

### Championnats du monde
- Londres 2016
  - 9e du scratch
- Hong Kong 2017
  -  Médaillé de bronze du scratch
  - 18e de l'omnium[2]
- Apeldoorn 2018
  - 12e du scratch[3]

### Coupe du monde
- 2015-2016
  - 2e de l'omnium à Cambridge
  - 3e de la poursuite par équipes à Hong Kong
- 2016-2017
  - 2e du scratch à Apeldoorn

### Jeux du Commonwealth
| Édition / Épreuve | Scratch |
| Gold Coast 2018   | Bronze  |

### Championnats d'Europe
| Édition / Épreuve      | Poursuite par équipes                                   | Scratch | Course à l'élimination |
| Anadia 2012 (juniors)  | Argent                                                  | Argent  |                        |
| Athènes 2015 (espoirs) | Or (avec Germain Burton, Matthew Gibson et Oliver Wood) |         |                        |
| Granges 2015           |                                                         |         | Bronze                 |

### Championnats nationaux
- 2011
  - 2e du championnat de Grande-Bretagne du kilomètre juniors
  - 2e du championnat de Grande-Bretagne de l'américaine juniors
- 2012
  -  Champion de Grande-Bretagne de poursuite juniors
  -  Champion de Grande-Bretagne de course aux points juniors
  - 3e du championnat de Grande-Bretagne du scratch juniors
  - 3e du championnat de Grande-Bretagne de l'omnium
- 2014
  -  Champion de Grande-Bretagne de poursuite par équipes (avec Christopher Lawless, Oliver Wood et Germain Burton)
  - 3e du championnat de Grande-Bretagne de scratch

## Palmarès sur route

### Par années
- 2015
  - Beaumont Trophy
  - 2e de l'Otley Grand Prix
- 2016
  - 5e étape de l'Olympia's Tour
  - 3e du Grand Prix Pino Cerami

### Classements mondiaux
| Année           | 2015 | 2016 | 2017 |
| --------------- | ---- | ---- | ---- |
| UCI Europe Tour | 305e | 298e | 585e |